# Joseph Egerega
Joseph Oforishe Egerega (* 20. März 1940 in Eboh Orogun; † 3. Februar 2013) war ein nigerianischer römisch-katholischer Geistlicher und Apostolischer Vikar von Bomadi.

## Leben
Joseph Egerega, ein pensionierter Kapitän der nigerianischen Marine, empfing am 21. Dezember 1969 die Priesterweihe für das Bistum Warri. 
Papst Johannes Paul II. ernannte ihn am 3. März 1997 zum Apostolischen Vikar von Bomadi und Titularbischof von Tanudaia. Der Kardinalpräfekt der Kongregation für die Evangelisierung der Völker, Jozef Tomko, spendete ihm am 14. Mai desselben Jahres die Bischofsweihe; Mitkonsekratoren waren Albert Kanene Obiefuna, Erzbischof von Onitsha, und Patrick Ebosele Ekpu, Erzbischof von Benin City.
Seinem Rücktrittsgesuch wurde am 4. April 2009 durch Papst Benedikt XVI. stattgegeben.